# Vai e Vem (Portimão)

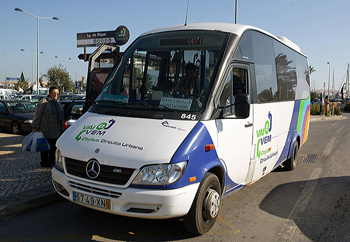
Vai e Vem

Vai e Vem é o nome sob o qual opera serviço de transportes rodoviários públicos coletivos urbanos de passageiros em Portimão, em Portugal. Este serviço é assegurado pela empresa de camionagem Frota Azul Algarve, sendo os seus direitos de imagem detidos pela Câmara Municipal de Portimão.

## Carreiras
Notas:
🌙︎ noite

⚒ dias úteis

⑦ sábados

① domingos

☙ feriados

✎ época escolar

☀ época balnear
Em dados de 2022, a rede Vai e Vem é constituída por 18 (ou 28)* carreiras, tipicamente numeradas com dois algarismos. Destes, o primeiro indica qual das três freguesias do concelho a carreira respetiva nominalmente serve (v. tab.). Cada carreira é identificada por uma cor diferente, com exceção das que circulam só aos fins-de-semana, coletivamente coloridas a cinzento claro. (Estas cores não correspondem necessariamente às usadas antes das alterações da década de 2010.)

- 11 Fortaleza ⇆ Penina⚒ℹ
- 12 R. das Hortas ⇆ Montes de Alvor⚒ℹ
- 13 Largo do Dique ⇆ Alvor (centro)⚒ℹ
- 14 Largo do Dique ⇆ Alvor (marginal)⚒ℹ
- 15 Hospital ⇆ C. Desportivo Alvor (via Companheira)⚒ℹ
- 16 Largo do Dique ⇆ Montes de Alvor (via Quatro Estradas)⑦ℹ
- 1P Largo do Dique ⇆ Alvor (centro) (via praias)①⑦☙ℹ
- 21 Mexilhoeira Grande ⇆ R. das Hortas / Esc. A. Aleixo⚒ℹ
(*) Esta carreira apresenta onze variantes no seu percurso:[2]
  - 21A (via Montes de Cima)
  - 21B (via Penina)
  - 21C Arrancada ⇆ R. das Hortas / Esc. A. Aleixo
  - 21D (via Montes de Cima, Arão)
  - 21E (via Montes de Cima, Arão, Alcalar)
  - 21F (via Monte Canelas)
  - 21G (via Penina)
  - 21H Mexilhoeira Grande ⇆ R. Egas Moniz
  - 21I Montes de Cima ⇆ R. das Hortas / Esc. A. Aleixo
  - 21J (via Arão)
  - 21L (via Montes de Cima, Arão, Alcalar)

| alg.º | freguesia          | #c. |
| ----- | ------------------ | --- |
| 1     | Alvor              | 07  |
| 2     | Mexilhoeira Grande | 11* |
| 3     | Portimão           | 10  |

- 31 Largo do Dique ⇆ Hospital (via Est. Alvor)⚒ℹ
- 32 Largo do Dique ⇆ Hospital (via R. Infante)⚒ℹ
- 33 Alameda ⇆ Fortaleza⚒ℹ
- 34 Companheira ⇆ B23S Bemposta⚒✎ℹ
Esta carreira não constava do elenco oficial em 2017.[4]
- 35 Praia do Vau ⇆ Ladeira do Vau⚒ℹ
- 36 Esc. A. Aleixo ⇆ Alfarrobeiras⚒ℹ
- 37ℹ
  - Largo do Dique ⇆ Hospital①☙
  - Largo do Dique ↺ (via Hospital, Companheira, Ladeira do Vau)⑦
- 38 Largo do Dique ⇆ Alfarrobeiras⑦ℹ
Por vezes elencada entre as carreiras que servem Alvor,[3] por que o faz, ainda que numerada na gama 30-3Z.
- 39 Largo do Dique ↺ (via B.º Independente, Est. Dois Irmãos)⑦ℹ
- 3N Largo do Dique ⇆ Fortaleza☀🌙︎ℹ

| n.º | cor       |
| --- | --------- |
| 1   | Azul      |
| 2   | Verde     |
| 3   | Amarela   |
| 4   | Turquesa  |
| 5   | Violeta   |
| 6   | Laranja   |
| 7   | Rosa      |
| 8   | Castanha  |
| 9   | Encarnada |
| 10  | Cinzenta  |
| 11  | Roxa      |
| 12  | Ameixa    |
| 13  | Lima      |
| 14  | Salmão    |

## História
As primeiras linhas a entrar em funcionamento, no dia 1 de Agosto de 2003, foram a Linha Azul (percorrendo o centro de Portimão, os principais pontos de actividade e serviços da cidade até ao hospital) e a Linha Verde (assegurando a ligação da Praia da Rocha ao centro da cidade e aos serviços de saúde).[carece de fontes?]
Um ano depois a cidade assiste ao lançamento de uma terceira linha, a Linha Amarela, com o objectivo de servir algumas das principais áreas residenciais da periferia da cidade e as zonas em grande expansão populacional.[carece de fontes?]
Resultado da procura, em Outubro de 2005 as linhas Azul, Verde e Amarela são ampliadas e são criadas as linhas Turquesa e Violeta. A rede passa a ser constituída por 5 linhas, todas elas com ligação directa ao centro, cobrindo o coração da cidade, desde a zona do comércio tradicional às principais artérias turísticas e às principais zonas habitacionais da cidade.[carece de fontes?]
No Verão de 2006 o Vai e Vem aumenta a oferta na ligação entre o Largo do Dique e a Praia da Rocha com a criação da Linha Rosa e em Julho de 2007 o Vai e Vem cobre Alvor com a Linha Laranja.[carece de fontes?]
Desde Abril de 2008 a rede conta com 14 Linhas, resultado da criação das linhas Castanha (a única a não passar no centro de Portimão e que faz a ligação entre Alvor e o Retail Park), Encarnada (Centro de Saúde, Pedra Mourinha, Vila Paraíso e Montes de Alvor), Cinzenta (3 Bicos, Bemposta e 4 Estradas) e Roxa (Rotunda do Modelo; Alto do Pacheco, Praia do Vau e Praia da Rocha).[carece de fontes?]
Em Outubro de 2009 foram também criadas as linhas Ameixa, Lima e Salmão, servindo algumas zonas rurais de Portimão, tais como a Mexilhoeira Grande, Montes de Cima e Rasmalho.